# بيت الجحجحي (الرجم)

تعديل مصدري - تعديل

بيت الجحجحي هي إحدى قرى عزلة بني البدي بمديرية الرجم التابعة لمحافظة المحويت، بلغ تعداد سكانها 196 نسمة حسب تعداد اليمن لعام 2004.